# Gouvernement Muharraq
Das Gouvernement Muharraq (arabisch محافظة المحرق, DMG Muḥāfaẓat al-Muḥarraq) ist eines der vier Gouvernements von Bahrain. Laut Schätzungen von 2018 lebten 268.626 Einwohner im Gouvernement Muharraq. Das Gouvernement erstreckt sich über die Gemeinde Al-Muharraq, die Insel Al-Muharraq sowie die umliegenden Inseln. Es umfasst auch die ehemalige Gemeinde Al-Hadd am südlichen Ende der Insel Al Muharraq. Auch der Flughafen Bahrain und das Arad Fort befinden sich in dem Gebiet des Gouvernements.

## Geschichte
Das Gouvernement Muharraq wurde am 3. Juli 2002 per königlichem Erlass gebildet.

## Demografie
Die Einwohnerzahl beträgt 268.106 (Stand: Zensus 2020). Laut der 2010 durchgeführten Volkszählung lebten 189.114 Menschen im Gouvernement Muharraq; 86.870 Nicht-Bahrainer und 102.244 bahrainische Staatsbürger.